# Eintracht Tréveris
El Eintracht Tréveris (en alemán y oficialmente: Sportverein Eintracht Trier 05 e.V.) es un club de fútbol alemán de la ciudad de Tréveris. Fue fundado en 1905 y juega en la Oberliga Rheinland-Pfalz/Saar.

## Palmarés
- Campeonato Amateur de Alemania: 2

1988, 1989
- Amateurliga Rheinland: 2 (III)

1975, 1976
- Oberliga Südwest: 3 (III)

1987, 1993, 1994
- Copa Rhineland: 12

1982, 1984, 1985, 1990, 1997, 2001, 2007, 2008, 2009, 2010, 2011, 2013